# Denís Kostiuk
Denís Valentínovitx Kostiuk (en ucraïnès Денис Валентинович Костюк; Mikolaiv, 13 de març de 1982) és un ciclista ucraïnès, professional des del 2004 fins al 2016. Ha guanyat diverses curses com el Gran Premi de Donetsk o la Race Horizon Park.

## Palmarès
- 2003
  - 1r al Gran Premi Palio del Recioto
  - Vencedor de 2 etapes del Giro de les Regions
- 2006
  - Vencedor d'una etapa al Bałtyk-Karkonosze Tour
  - Vencedor d'una etapa a la Volta al llac Qinghai
- 2007
  - 1r al Gran Premi de Donetsk
- 2008
  - 1r al Gran Premi de Donetsk
  - Vencedor d'una etapa a la Fletxa del sud
- 2013
  -  Campió d'Ucraïna en ruta
  - 1r al Race Horizon Park I
- 2014
  - 1r al Race Horizon Park III

### Resultats al Giro d'Itàlia
- 2004. 60è de la classificació general

### Resultats al Tour de França
- 2011. 153è de la classificació general

### Resultats a la Volta d'Espanya
- 2012. 56è de la classificació general